# Rafael Amaya
José Rafael Amaya Núñez (Hermosillo, Sonora; 28 de febrero de 1977) es un actor mexicano. Ha sido nominado en varios premios de televisión y también ha sido presentador de varios programas de televisión como «Premios Tu Mundo» y los «Premios Billboard a la música mexicana 2013».
En 2006 el actor firma contrato con la cadena de televisión de habla hispana Telemundo, después de haber firmado contrato con Televisa, el actor ha hecho varios largometrajes y películas de televisión para otras cadenas y escritores.
En 2011 la revista People en Español lo nombró como uno de «Los 50 más bellos» los Premios Tu Mundo 2013 le dio un premio en reconocimiento a su trabajo en el «El Señor de los Cielos».

## Biografía
Nació el 28 de febrero de 1977 en la ciudad de Hermosillo, Sonora, México. A la edad de cinco años se trasladó con su familia a la ciudad de Tecate, Baja California. Desde muy temprana edad se destacó en la práctica de deportes especialmente atletismo, también tomó clases de teatro y música. Después de graduarse de la escuela preparatoria viajó a San Diego, California para iniciar sus estudios universitarios.

## Carrera artística

### 2000-2009: Inicios artísticos
Su debut en televisión comenzó con la telenovela La casa en la playa donde interpretó a Romualdo Reyes junto a los actores Cynthia Klitbo, Sergio Goyri y Blanca Guerra. Después de su debut en la telenovela en 2001 fue invitado a participar en la serie de televisión mexicana conducida por Silvia Pinal Mujer, casos de la vida real.
En ese mismo año fue elegido como uno de los protagonistas principales de la telenovela Sin pecado concebido como Cástulo Campos Ortiz, junto a los actores Angélica Rivera, Carlos Ponce e Itatí Cantoral. Después es contratado para participar en la telenovela Salomé con el personaje de José Julián Lavalle como parte del reparto principal en la cual fue nominado como Mejor revelación masculina en los Premios TVyNovelas en el año 2002.
Después de sus exitosos trabajos en el año 2001, para el año 2002 vuelve a las telenovelas con Paco en la telenovela Las vías del amor junto a los actores Aracely Arámbula, Jorge Salinas y Daniela Romo. En el año 2004 regresa con Amar otra vez como Fernando Castañeda Eslava donde obtuvo el rol antagónico. Para el 2006 obtiene un papel como protagonista en la telenovela Las dos caras de Ana junto a la actriz Ana Layevska.
Después de su trayectorias en las telenovelas en el año 2004 debuta en el cine con la película Desnudos como Pablo junto a la actriz Karyme Lozano. Después en el año 2006 compartió créditos con las actrices Ana de la Reguera y Gabriela Platas en la película Así del precipicio  donde interpretó a Gerardo su primer personaje como homosexual, estás dos producciones de cine causaron mucha polémica en la carrera del actor. Su participación en la película   Así del precipicio  lo hizo obtener un premio en la entregas de premios Diosa de Plata (premio que otorgan los Periodistas Cinematográficos de México)  como «Papel de cuadro masculino».
Después de su participación en estas producciones de cine el actor fue contratado para hacer cortos cinematográficos en las películas Se jodió la Navidad, 24 cuadros de terror, Me importas tú... y tú , Días extraños, Pepe & Santo vs. America y Adiós mundo cruel.
Continuo en el cine en las películas La ruleta de los sueños, Amor letra por letra, The Fighter, Puso su voz en la película estadounidense Atrocious, después fue elegido para la película  Rock Marí como Pablo junto a los actores Mariane Güereña y Damian Núñez. Hasta el año 2013 donde fue contratado para participar en la película estadounidense Kiss of Vengeance como Aldo y La piel azul.
En el año 2007-2009 fue elegido para participar en la serie de televisión Betty como Lorenzo. Después protagonizó a Rubalcaba en la serie de televisión mexicana Los simuladores junto a Tony Dalton. Más tarde obtuvo un rol en la serie de TV Mujeres asesinas como Óscar También participó en S.O.S.: Sexo y otros Secretos, Hospital Central y Doctor Mateo.

### 2010-presente: Nuevos proyectos
En el año 2010 el actor fue contratado nuevamente para participar en la telenovela Alguien te mira, donde interpretó a Julián García Correa como antagonista principal de la telenovela, junto a   Danna García y Christian Meier. la telenovela es ambientada en Chicago, pero fue grabada en Miami.
En el 2011 vuelve a las pantallas con la telenovela basada en el libro del escritor español Arturo Pérez-Reverte La reina del sur en la cual se había recaudado entre $ USD 10 millones y $ USD 20 millones. Donde interpretó a Raimundo Dávila Parra 'El Güero' como participación especial.
A principios de enero de 2013 el actor comenzó las grabaciones para su nueva serie de televisión titulada El señor de los cielos en donde interpreta a Aurelio Casillas como protagonista principal junto a Ximena Herrera. En esta telenovela el actor encarna al narcotraficante mexicano Amado Carrillo Fuentes, un hombre que se convirtió en el jefe del cártel de Juárez, y logró corromper a todo el estado de México.
A finales de octubre de 2013 se indicó que la serie de televisión El señor de los cielos sería renovada para una segunda temporada, y las grabaciones comenzaron en noviembre de 2013 en la cual solo se tenía confirmada poca parte del elenco. El actor comenzó las grabaciones de la serie en Veracruz.

## Filmografía

### Televisión
| Año       | Título                        | Rol                                   |
| --------- | ----------------------------- | ------------------------------------- |
| 2000      | La casa en la playa           | Romualdo Reyes                        |
| 2001      | Mujer, casos de la vida real  | -                                     |
| 2001      | Sin pecado concebido          | Cástulo Campos Ortiz                  |
| 2001-2002 | Salomé                        | José Julián Lavalle                   |
| 2002-2003 | Las vías del amor             | Paco/Pablo Rivera                     |
| 2004      | Amar otra vez                 | Fernando Castañeda Eslava             |
| 2006-2007 | Las dos caras de Ana          | Rafael Bustamante/Gustavo Galván      |
| 2007-2009 | Betty                         | Lorenzo                               |
| 2008      | Los simuladores               | Rubalcaba                             |
| 2008      | Mujeres asesinas              | Óscar. Episodio: Claudia, cuchillera. |
| 2008      | S.O.S.: Sexo y otros Secretos | Martín                                |
| 2010      | La piel azul                  | Fernando                              |
| 2010      | Alguien te mira               | Julián García Correa                  |
| 2011      | La Reina del Sur              | Raimundo Dávila Parra «El Güero»      |
| 2011      | Hospital Central              | Dr. Enrique Guerrero                  |
| 2011      | Doctor Mateo                  | Roberto                               |
| 2013-2024 | El Señor de los Cielos        | Aurelio Casillas                      |
| 2014      | Señora Acero                  | Aurelio Casillas (Cameo)              |
| 2016      | El Chema                      | Aurelio Casillas                      |
| 2016-2017 | Queen of the South            | Aurelio Casillas                      |
| 2021      | Malverde: el santo patrón     | Teodoro Valenzuela                    |

### Programas
| Año  | Título                                      | Rol                                                                        |
| ---- | ------------------------------------------- | -------------------------------------------------------------------------- |
| 2004 | El show de Cristina                         | Él mismo, como miembro del elenco Amar Otra Vez                            |
| 2004 | No manches                                  | Él mismo                                                                   |
| 2004 | Premios juventud 2004                       | Presentador                                                                |
| 2004 | Noche de estrellas: Premios juventud 2004   | Presentador                                                                |
| 2005 | Premio lo Nuestro a la música latina 2005   | Conductor                                                                  |
| 2011 | Los Goya 25 años                            | Miembro de la audiencia                                                    |
| 2012 | 2012 ALMA Awards                            |                                                                            |
| 2012 | Premios Tu Mundo                            | Presentador                                                                |
| 2013 | Teens Wanna Know                            | 13.ª Anual de El Sueño de Esperanza Beneficiándose Padres Contra el Cáncer |
| 2013 | Premios Billboard a la Música Mexicana 2013 | Presentador                                                                |

### Cine
| Año  | Título                   | Rol                 |
| ---- | ------------------------ | ------------------- |
| 2004 | Desnudos                 | Pablo               |
| 2006 | Así del precipicio       | Gerardo             |
| 2008 | Amor letra por letra     | Julián              |
| 2008 | 24 cuadros de terror     | Lady Killer         |
| 2009 | La ruleta de los sueños  | Pablo               |
| 2009 | El descubrimiento        | Barman              |
| 2009 | Se jodió la Navidad      | Hombre en la fiesta |
| 2009 | The Fighter              | Leone               |
| 2009 | Pepe & Santo vs. America | Julio               |
| 2009 | Me importas tú... y tú   |                     |
| 2009 | Días extraños            |                     |
| 2010 | Rock Marí                | Pablo               |
| 2010 | Sin memoria              |                     |
| 2010 | Adiós mundo cruel        | Luis Armando        |
| 2010 | Atrocious                | Voz                 |
| 2013 | Meddling Mom             | Pablo               |
| 2013 | Kiss of Vengeance        | Aldo                |
| 2015 | Oro y Polvo              | Daniel              |

## Audiografía
| Año  | Título                         | Rol                     |
| ---- | ------------------------------ | ----------------------- |
| 2017 | Bienvenido a la vida peligrosa | Don Candelario Quintana |

## Premios y nominaciones

### Premios TVyNovelas
| Año  | Categoría                  | Trabajo              | Resultado |
| ---- | -------------------------- | -------------------- | --------- |
| 2002 | Mejor revelación masculina | Salomé               | Nominado  |
| 2007 | Mejor actor protagónico    | Las dos caras de Ana | Nominado  |

### Premios People en Español
| Año  | Categoría                               | Trabajo                | Resultado |
| ---- | --------------------------------------- | ---------------------- | --------- |
| 2011 | Mejor actor de reparto                  | La reina del sur       | Nominado  |
| 2011 | Mejor pareja (con Kate del Castillo)    | La reina del sur       | Nominado  |
| 2011 | Mejor villano                           | Alguien te mira        | Nominado  |
| 2013 | Mejor actor                             | El Señor de los Cielos | Nominado  |
| 2013 | La pareja perfecta (con Ximena Herrera) | El Señor de los Cielos | Nominado  |

### Premios Tu Mundo
| Año  | Categoría                                  | Trabajo                | Resultado |
| ---- | ------------------------------------------ | ---------------------- | --------- |
| 2013 | Protagonista favorito                      | El Señor de los Cielos | Nominado  |
| 2013 | La pareja perfecta (con Ximena Herrera)    | El Señor de los Cielos | Nominado  |
| 2013 | Premio mero mero                           | Rafael Anaya           | Ganador   |
| 2014 | Protagonista favorito                      | El Señor de los Cielos | Ganador   |
| 2014 | La pareja perfecta (con Fernanda Castillo) | El Señor de los Cielos | Nominado  |
| 2017 | Protagonista favorito                      | El Señor de los Cielos | Ganador   |

### Miami Life Awards
| Año  | Categoría                                  | Trabajo                | Resultado |
| ---- | ------------------------------------------ | ---------------------- | --------- |
| 2014 | Mejor protagonista masculino de telenovela | El Señor de los Cielos | Nominado  |

### Produ Awards
| Año  | Categoría              | Trabajo                | Resultado |
| ---- | ---------------------- | ---------------------- | --------- |
| 2023 | Trayectoria en Ficción | El Señor de los Cielos | Ganador   |